# Ivana Bacik
Ivana Catherine Bacik (25 de mayo de 1968) es una política y académica irlandesa. Es la actual líder del Partido Laborista desde marzo de 2022 y TD por la circunscripción Dublin Bay South desde julio de 2021. Anteriormente fue líder del Partido Laborista en el Seanad desde 2011 hasta 2021, y senadora por la Universidad de Dublín desde 2007 hasta 2021.
Es profesora de Derecho Criminal, Criminología y Penología y Teoría Feminista en la Escuela de Leyes del Trinity College (TCD)  desde 1996, siendo nombrada Fellow (académica) de dicha institución en 2005. Fue vicepresidenta del Senado entre 2011 y 2016.
Posee una Licenciatura en Leyes por TCD y un Máster en Leyes por la Escuela de Economía y Ciencia Política de Londres.  Sus intereses en investigación incluyen el derecho penal, criminología, derecho constitucional, teorías feministas, derechos humanos y las cuestiones de igualdad ante la ley. Es conocida en particular por su campaña proderecho a decidir desde los años 80, y su alto perfil mediático.

## Vida privada
Su apellido tiene orígenes checos. Su abuelo paterno, Karel Bacik, propietario de una fábrica checa, se trasladó a Irlanda con su joven familia cuando los comunistas comenzaron a expropiar las empresas privadas. Finalmente se asentó en Waterford; y, en 1947 participó en la creación de la empresa Waterford Crystal. Del lado de la familia de su madre, son los Murphys del Condado de Clare.
Bacik vive con su compañero Alan y sus dos hijas en el área de Portobello en Dublín. Las lecturas, a los 17 años, de los libros The Women's Room de Marilyn French, así como The Philaged Trousered Philanthropists, de Robert Tressell, tuvieron gran influencia en su visión de la política, y el último le transmitió un poderoso mensaje anticapitalista.

## Política y campañas
Las políticas de Bacik se pueden describir como liberales y socialdemócratas y se la ha descrito como "la reina laborista de la corrección política".
Su carrera como política nacional comenzó cuando se presentó como candidata al Partido Laborista en la elección de 2004 al Parlamento Europeo en la circunscripción de Dublín. Se presentó junto al eurodiputao Proinsias De Rossa, quien también era el presidente del partido, en la misma lista. Obtuvo el 40,707 votos de primera preferencia (9.6%), pero no fue elegida. 
No se presentó como candidata del Partido Laborista en las elecciones generales de 2007. Sin embargo, disputó las elecciones al Seanad Éireann por tercera vez en la circunscripción electoral de la Universidad de Dublín como candidata independiente y fue elegida Senadora en el octavo recuento, por encima de la cuota necesaria, pero por detrás de los candidatos independientes rivales Shane Ross y David Norris, quienes ya habían sido elegidos. Previamente había disputado esa misma elección y en el mismo distrito electoral en 1997 y en 2002 como candidata independiente, pero no tuvo éxito.
En septiembre de 2006, Bacik fue una de los 61 firmantes académicos irlandeses de una carta publicada en The Irish Times llamando a un boicot académico al Estado de Israel. En enero de 2009, declaró que desea que Irlanda rompa relaciones diplomáticas con Israel y enea febrero de 2009 llamó a un boicot general a los productos israelíes.
En junio de 2009, Bacik fue la candidata del Partido Laborista para las elecciones parciales de Dublín Central y quedó en tercer lugar con el 17% de los votos de primera preferencia.
Se unió al grupo del Partido Laborista en el Seanad en septiembre de 2009, y se convirtió en portavoz del Partido Laborista de Seanad para Justicia y Artes, Deportes y Turismo.
En mayo de 2010, no obtuvo la nominación del Laborismo como candidata a la Dáil por Dublín Sudeste.
En diciembre de 2010, fue agregada en la lista electoral como segunda candidata tras el líder del Partido Laborista, Eamon Gilmore, en la circunscripción Dún Laoghaire en las elecciones generales de 2011. Gilmore encabezó los resultados, recibiendo Bacik el 10,1% de los votos de primera preferencia pero no fue elegida. Fue reelegida al Seanad Éireann en la subsecuente elección, después de lo cual se convirtió en vicepresidenta del Seanad. Apoyó la decisión de Ministro de Asuntos Exteriores de abstenerse en la votación de la ONU sobre Gaza a pesar de que se describe como propalestina.

## Trabajo no político
En 2006, Bacik actuó como Junior Counsel (un tipo de abogado en mundo anglosajón) en el caso Zappone v. Revenue Commissioners, el infructuoso caso irlandés presentado ante el High Court (Tribunal Superior con "plena jurisdicción original y poder para determinar todos los asuntos y cuestiones de derecho o de hecho, civiles o penales", así como la capacidad de determinar "la validez de cualquier ley teniendo en cuenta las disposiciones de esta Constitución", según el artículo 34 de la Constitución irlandesa presentado por Katherine Zappone y Ann Louise Gilligan por no haber reconocido su matrimonio entre personas del mismo sexo por parte de Irish Revenue Commissioners.